# 盛王贊
盛王贊（1600年—？），字子裁，號柯亭，南直隸蘇州府長洲縣籍，吳江縣人，明朝政治人物。

## 生平
崇禎三年（1630年）庚午科應天鄉試第九十八名舉人，十年（1637年）丁丑科三甲第七十九名進士。兵部觀政，授蘭谿縣知縣，以清惠稱，舉卓異第一，以忤怒巡按而被論劾，崇禎帝素知其名，嘗對輔臣稱其強項。
崇禎十七年（1644年）起為東陽縣知縣，到任七日，丁母憂去職，遂隱居母家陽城，為村塾的教師。其居旁有田二畝，去世時對其子囑咐說：「此吾祖宗所遺也。」

## 家族
曾祖盛應陽，嚴州府知府；本生曾祖盛應禎，冠帶醫士；祖父盛之繼，醫士；父盛明世，鄉飲賓。母張氏。